# Люблинское воеводство (Королевство Польское)
Люблинское воеводство (пол. Województwo lubelskie) — воеводство Речи Посполитой, которое существовало в 1474—1795 годах в составе Малопольской провинции Королевства Польского. Воеводство было ликвидировано в связи с третьим разделом Польши.
Столицей воеводства был Люблин. Шляхетский сейм (сеймик) располагался тоже в Люблине. В составе этого воеводства было три повета: люблинский, луковский и ужендовский. Воеводство имело двух сенаторов, которыми были: воевода и каштелян люблинские.